# Kochummenia
Kochummenia es un género con dos especies de plantas con flores perteneciente a la familia de las rubiáceas. 
Es nativo de Malasia.

## Especies
- Kochummenia parviflora K.M.Wong (1984).
- Kochummenia stenopetala (King & Gamble) K.M.Wong (1984).